# Thorell's zwartkop
Thorell's zwartkop (Talavera thorelli) is een spinnensoort in de taxonomische indeling van de springspinnen (Salticidae).
Het dier behoort tot het geslacht Talaver. De wetenschappelijke naam van de soort werd voor het eerst geldig gepubliceerd in 1891 door Wladislaus Kulczynski.